# Ivvanashvärri
Ivvanashvärri är en kulle i Finland. Den ligger i Utsjoki kommun i landskapet Lappland, i den norra delen av landet, 1 100 km norr om huvudstaden Helsingfors. Toppen på Ivvanashvärri är 280 meter över havet, eller 81 meter över den omgivande terrängen. Bredden vid basen är 2,7 km.
Terrängen runt Ivvanashvärri är platt. Trakten runt Ivvanashvärri är nära nog obefolkad, med mindre än två invånare per kvadratkilometer. Omgivningarna runt Ivvanashvärri är i huvudsak ett öppet busklandskap.